# 1013-as busz
Az 1013-as jelzésű autóbusz Budapest és Balassagyarmat között közlekedik, de nem minden autóbusz teszi meg végig az utat, bizonyos járatok Budapest helyett Vácig, Balassagyarmat helyett Érsekvadkertig, illetve Romhányig közlekednek.
A Balassagyarmatig közlekedő buszok Újpest-Városkapu autóbusz-állomásról indulnak. Ez a buszjárat az 1010-es, 1011-es és az 1012-es buszokkal ellentétben nem az M2-es autóúton közlekedik, hanem a 2-es főúton Dunakeszin, Gödön, Vácon keresztül, megállni azonban csak Vácott áll meg. Balassagyarmat felé tovább követi a 2-es főutat, Tolmácsra is betérve. A rétsági körforgalom után útja a 22-es főúton folytatódik. Tereskénél áthajt a 21 126-os úton, ezen éri el Szátokot, innentől a 2117-es úton közelíti meg Érsekvadkertet, ahonnan a 22-es főutat követve Balassagyarmatig megy.
A Romhányig, illetve Érsekvadkertig közlekedő buszok útvonalában annyi a különbség, hogy a Romhányba tartó buszok a rétsági körforgalom után a 2115-ös úton elérik Bánkot, majd a 2116-os úton Romhányt. Az érsekvadkerti járatok pedig Romhánytól elindulva, Szátok érintésével, a 2117-es közúton elérik Érsekvadkertet.

## Megállóhelyei
| 1013 (Budapest – Rétság – Romhány – Balassagyarmat) | 1013 (Budapest – Rétság – Romhány – Balassagyarmat) | 1013 (Budapest – Rétság – Romhány – Balassagyarmat) | 1013 (Budapest – Rétság – Romhány – Balassagyarmat) | 1013 (Budapest – Rétság – Romhány – Balassagyarmat) | 1013 (Budapest – Rétság – Romhány – Balassagyarmat) | 1013 (Budapest – Rétság – Romhány – Balassagyarmat) | 1013 (Budapest – Rétság – Romhány – Balassagyarmat)                              |
| Perc (↓)                                            | Perc (↓)                                            | Megállóhely                                         | Perc (↑)                                            | Perc (↑)                                            | Perc (↑)                                            | Átszállási kapcsolatok | Fontosabb létesítmények                                                          |
| --------------------------------------------------- | --------------------------------------------------- | --------------------------------------------------- | --------------------------------------------------- | --------------------------------------------------- | --------------------------------------------------- | --- | -------------------------------------------------------------------------------- |
| 0                                                   | 0                                                   | Budapest, Újpest-Városkapu                          | 120/110                                             | ∫                                                   | ∫                                                   | 104, 104A, 121, 122E, 196, 196A, 204 300, 302, 303, 305, 308, 309, 310, 312, 313, 314, 315, 316, 318, 319, 320, 321, 872, 880, 882, 883, 884, 889, 890, 893 1010, 1011, 1014 S72 Z72 S76 | Újpest Újpest-Városkapu autóbusz-állomás Újpest-városkapu Tesco áruház           |
| 37                                                  | 32                                                  | Vác, Földváry tér                                   | 77                                                  | ∫                                                   | ∫                                                   | 300, 342, 343, 345, 348, 365, 371, 455 1010 |                                                                                  |
| 40-50                                               | 35-40                                               | Vác, autóbusz-állomás                               | 70-75                                               | 51                                                  | 50                                                  | 300, 314, 328, 329, 330, 331, 332, 333, 334, 335, 337, 338, 339, 342, 343, 345, 347, 348, 350, 351, 361, 362, 363, 364, 365, 371, 455 1010 S70 G70 Z70 S71 G71 S77 S750 EC, EN           | Vác Vác autóbusz-állomás                                                         |
| 53                                                  | 43                                                  | Vác, autójavító                                     | 67                                                  | 48                                                  | 47                                                  | 328, 329, 330, 331, 332, 342, 347, 350, 351, 361, 362, 364, 365, 455 1010 |                                                                                  |
| 54                                                  | 44                                                  | Vác, Oktatási Centrum                               | 66                                                  | 47                                                  | 46                                                  | 328, 329, 330, 331, 332, 350, 351, 362 1010 S750 | Kisvác Boronkay György Műszaki Szakgimnázium és Gimnázium, Madách Imre Gimnázium |
| 56                                                  | 45                                                  | Vác, DDC főbejárat                                  | 64                                                  | 45                                                  | 44                                                  | 328, 329, 330, 331, 332, 350, 351, 362 1010 |                                                                                  |
| 58                                                  | 47                                                  | Vác, transzformátor állomás                         | 62                                                  | 43                                                  | 42                                                  | 329, 330, 331, 350, 351 1010 |                                                                                  |
| 62                                                  | 50                                                  | Vác, Sejcei elágazás                                | 58                                                  | 39                                                  | 38                                                  | 329, 330, 331 1010 |                                                                                  |
| 64                                                  | 52                                                  | Szendehely-Katalinpuszta                            | 56                                                  | 37                                                  | 36                                                  | 328, 329, 330, 331, 332 1010, 1011, 1012, 1014 |                                                                                  |
| 67                                                  | 55                                                  | Szendehely, általános iskola                        | 53                                                  | 34                                                  | 33                                                  | 328, 329, 330, 331, 332 1010, 1011, 1012, 1014 | Szendehelyi Német Nemzetiségi Általános Iskola                                   |
| 71                                                  | 58                                                  | Nőtincsi elágazás                                   | 49                                                  | 30                                                  | 29                                                  | 328, 329, 330, 331, 332, 336 1010, 1012, 3336 |                                                                                  |
| ∫                                                   | 65                                                  | Tolmács, szövetkezeti bolt                          | ∫                                                   | ∫                                                   | 23                                                  | 328, 332 |                                                                                  |
| ∫                                                   | 66                                                  | Tolmács, vasútállomás bejárati út                   | ∫                                                   | ∫                                                   | 22                                                  | 328, 332 | Tolmács vasútállomás                                                             |
| ∫                                                   | 67                                                  | Tolmács, szövetkezeti bolt                          | ∫                                                   | ∫                                                   | 21                                                  | 328, 332 |                                                                                  |
| 76                                                  | 69                                                  | Rétság, Pusztaszántói út (TDK)                      | 44                                                  | 25                                                  | 19                                                  | 328, 332, 336 1010, 1011, 1012, 3336 |                                                                                  |
| 77                                                  | 70                                                  | Rétság, rendőrség                                   | 43                                                  | 24                                                  | 18                                                  | 328, 332, 336 1010, 3336 |                                                                                  |
| 78-84                                               | 71-72                                               | Rétság, autóbusz-forduló                            | 39-42                                               | 20-23                                               | 13-17                                               | 328, 329, 332, 336, 337 1010, 1011, 1012, 1014, 3313, 3336, 3340, 3343 | autóbusz-forduló                                                                 |
| 87                                                  | 74                                                  | Romhányi elágazás                                   | 36                                                  | 17                                                  | 10                                                  | 328, 329, 332, 337 1010, 3313, 3336, 3340, 3343 |                                                                                  |
| 90                                                  | ∫                                                   | Bánk, újtelep                                       | 33                                                  | 14                                                  | ∫                                                   | 329, 337 |                                                                                  |
| 91                                                  | ∫                                                   | Bánk, tengerszem fogadó                             | ∫                                                   | ∫                                                   | ∫                                                   | 329, 337 |                                                                                  |
| 92                                                  | ∫                                                   | Bánk, strand                                        | 31                                                  | 12                                                  | ∫                                                   | 329, 337 | Bánki-tó                                                                         |
| 93                                                  | ∫                                                   | Bánk, Romhányi út                                   | 30                                                  | 11                                                  | ∫                                                   | 329, 337 |                                                                                  |
| 95                                                  | ∫                                                   | Romhány, Világospuszta bejárati út                  | 25                                                  | 6                                                   | ∫                                                   | |                                                                                  |
| 99                                                  | ∫                                                   | Romhány, szövetkezeti bolt                          | 21                                                  | 2                                                   | ∫                                                   | |                                                                                  |
| 100                                                 | ∫                                                   | Romhány, vasútállomás                               | 19                                                  | 0                                                   | ∫                                                   | | Romhány vasútállomás                                                             |
| ∫                                                   | ∫                                                   | Romhány, szövetkezeti bolt                          | 17                                                  | ∫                                                   | ∫                                                   | |                                                                                  |
| ∫                                                   | ∫                                                   | Romhány, kastély                                    | 16                                                  | ∫                                                   | ∫                                                   | | Laszkári-kúria, Prónay-kastély                                                   |
| ∫                                                   | ∫                                                   | Romhány, újtelep                                    | 15                                                  | ∫                                                   | ∫                                                   | |                                                                                  |
| ∫                                                   | ∫                                                   | Romhány, major                                      | 13                                                  | ∫                                                   | ∫                                                   | |                                                                                  |
| ∫                                                   | ∫                                                   | Szátok, iskola                                      | 9                                                   | ∫                                                   | ∫                                                   | |                                                                                  |
| ∫                                                   | 78                                                  | Tereskei elágazás                                   | ∫                                                   | ∫                                                   | 6                                                   | 1010, 1011, 1012, 3336, 3340, 3343 |                                                                                  |
| ∫                                                   | 79                                                  | Tereske, újtelep1                                   | ∫                                                   | ∫                                                   | ∫                                                   | 1010, 3340 |                                                                                  |
| ∫                                                   | 81                                                  | Tereske, földműves szövetkezet1                     | ∫                                                   | ∫                                                   | ∫                                                   | 1010, 3340 |                                                                                  |
| ∫                                                   | 84                                                  | Szátok, Szabadság utca 10.1                         | ∫                                                   | ∫                                                   | ∫                                                   | 1010, 3340 |                                                                                  |
| ∫                                                   | 85                                                  | Szátok, tereskei elágazás                           | 8                                                   | ∫                                                   | ∫                                                   | 1010, 3340 |                                                                                  |
| ∫                                                   | 90                                                  | Érsekvadkert, Alvég                                 | 2                                                   | ∫                                                   | ∫                                                   | 1010, 3340 |                                                                                  |
| ∫                                                   | ∫                                                   | Pusztaberki elágazás                                | ∫                                                   | ∫                                                   | 4                                                   | 1010, 1011, 1012, 3313, 3336, 3340, 3343 |                                                                                  |
| ∫                                                   | ∫                                                   | Érsekvadkert, sportpálya                            | ∫                                                   | ∫                                                   | 1                                                   | 1010, 3313, 3336, 3340 |                                                                                  |
| ∫                                                   | 92                                                  | Érsekvadkert, Központ                               | 0                                                   | ∫                                                   | 0                                                   | 1010, 1011, 1012, 3313, 3336, 3340 | Polgármesteri Hivatal, Érsekvadkert                                              |
| ∫                                                   | 95                                                  | Szent Lőrinc telep1                                 | ∫                                                   | ∫                                                   | ∫                                                   | 1010, 3313, 3336, 3340 |                                                                                  |
| ∫                                                   | 98                                                  | Dejtári elágazás1                                   | ∫                                                   | ∫                                                   | ∫                                                   | 1010, 1012, 3313, 3340, 3343, 3344 |                                                                                  |
| ∫                                                   | 100                                                 | Ipolyszög, vasúti megállóhely bejárati út1          | ∫                                                   | ∫                                                   | ∫                                                   | 1010, 1012, 3313, 3336, 3340, 3341, 3343, 3344 S750 | Ipolyszög                                                                        |
| ∫                                                   | 101                                                 | Ipolyszög, bejárati út1                             | ∫                                                   | ∫                                                   | ∫                                                   | 1010, 1011, 1012, 3313, 3336, 3340, 3341, 3343, 3344 |                                                                                  |
| ∫                                                   | 104                                                 | Balassagyarmat (Újkóvár), szövetkezeti bolt1        | ∫                                                   | ∫                                                   | ∫                                                   | 1010, 3313, 3340, 3341, 3336, 3343, 3344 |                                                                                  |
| ∫                                                   | 105                                                 | Balassagyarmat, vágóhíd1 Nagyliget                  | ∫                                                   | ∫                                                   | ∫                                                   | 3, 3C, 4, 9A 1010, 3313, 3336, 3340, 3341, 3343, 3344 | Nagyligeti Sporttelep, Közép-Duna-völgyi Vízügyi Igazgatóság                     |
| ∫                                                   | 106                                                 | Balassagyarmat, Lidl áruház1 Madách liget           | ∫                                                   | ∫                                                   | ∫                                                   | 1C, 6, 6A, 7, 7B, 8, 9, 9A, 9B, 3314 1010, 1011, 1012, 3313, 3336, 3340, 3341, 3343, 3344                                                                                                | Lidl áruház, Madách liget (lakótelep)                                            |
| ∫                                                   | 110                                                 | Balassagyarmat, autóbusz-állomás                    | ∫                                                   | ∫                                                   | ∫                                                   | 1A, 2C, 4, 6, 6A, 8, 8A, 9A, 9B, 3314 460 1010, 1011, 1012, 1013, 1306, 1308, 3080, 3081, 3305, 3312, 3313, 3315, 3322, 3336, 3340, 3342, 3343, 3344                                     | Balassagyarmat autóbusz-állomás Tesco áruház                                     |

1 csak leszállás céljából

## Járatok
A járatokat a Volánbusz közlekedteti.
| 1013-as busz járatai                    | 1013-as busz járatai | 1013-as busz járatai |
| Útvonal                                 | Járatszám            | Járatszám            |
| Útvonal                                 | oda irány            | ellenkező irány      |
| --------------------------------------- | -------------------- | -------------------- |
| Budapest – Vác – Romhány – Érsekvadkert | –                    | 2, 6                 |
| Budapest – Romhány                      | 1                    | –                    |
| Budapest – Balassagyarmat               | 3                    | –                    |
| Vác – Érsekvadkert                      | –                    | 10                   |
| Vác – Romhány                           | –                    | 104                  |